# Ясинський Станіслав Сергійович
Станіслав Сергійович Ясінський (нар. 23 лютого 1978, м. Чернівці, Україна) — український журналіст, фотограф. Речник Командування Медичних сил Збройних Сил України (з 18 березня 2024 року).

## Життєпис
Станіслав Ясінський народився 23 лютого 1978 року в місті Чернівці Чернівецької області України.
Закінчив юридичний факультет Чернівецького державного університету (нині національний). Працював журналістом щоденних випусків новин на «ICTV-Чернівці».
Від 2000 — в Києві: 
- журналіст на СТБ в команді Романа Скрипіна «Вікна. Опівночі» (проект Nota Bene).
- від 2002 — журналіст ТСН, а з 2010 — у «ТСН-Тижні»; паралельно працював редактором програми «Ранок з "Інтером"».

### Захоплення
Займається документальною фотографією. Пробує себе як сценарист і режисер документального кіно.

## Доробок

### Фільми
- «Щастя. Далі нікуди» (2015)[2][3]
- «Повернутися додому» (2015)[2][4]

## Виставки
- фотовиставка у Мистецькому Арсеналі знятих фотографій на Майдані Незалежності (2014, м. Київ)[5]

## Нагороди
- «Честь професії» (2013) — у номінації «Кращий матеріал з громадянською позицією»[6]
- Національна премія України в галузі телебачення «Телетріумф» у номінації «Репортер» (2015) — за сюжет в ТСН «Діти війни»[7]
- «Голос благодійності» (2016) — за документальний фільм про дітей на Сході України[8]